# 陳中孚
陳 中孚（ちん ちゅうふ、1882年 - 1958年5月24日）は、中華民国の政治家。早くから革命派として活動し、中国国民党では西山会議派の一員と目された。後に汪兆銘政権に参加している。字は奇曽。

## 事跡

### 革命派から反共右派へ
清末に日本に留学して法政大学を卒業し、帰国後は商震らと東三省で革命派の秘密活動に従事した。辛亥革命が勃発すると、東三省で革命派の連絡員を務めている。
中華民国成立後の第二革命（二次革命）の失敗で日本に亡命し、後に中華革命党総務部第二科科長に任ぜられた。1915年に帰国し、孫文（孫中山）らの指示で山東省にて党務・軍務に従事する。同年末に護国戦争が勃発すると、東北革命軍総司令部参謀兼運糧局局長となり、後に総司令代理も務めた。1917年（民国6年）からの護法運動にも参加し、大元帥府軍事委員会委員に任ぜられている。
国民政府成立後は、陳中孚は中国国民党の中でも反共右派の西山会議派の一員、さらに元老許崇智の側近と目された。1926年（民国15年）、広州国民政府委員会秘書となる。翌年10月、安徽省政府財政庁庁長に任ぜられ、12月には同省国民政府財政特派員に転じた。1928年（民国17年）、青島市接収専員に任ぜられ、その翌年7月には江蘇省政府委員に移っている。同年中に青島市長に任ぜられたが、実際には就任しなかった。

### 汪兆銘政権での活動
1931年（民国20年）5月、陳中孚は許崇智の代理人として反蔣介石派の広州国民政府に参加し、政務委員会委員に任ぜられた。1935年（民国24年）、冀察政務委員会（委員長：宋哲元）が成立すると、同委員会の外交委員会主席委員に就任したが、宋と意見が合わず翌年になって辞任している。
日中戦争（抗日戦争）が勃発後の1938年（民国27年）3月、陳中孚は中華民国維新政府の行政院長梁鴻志の顧問となった。そして陳は呉佩孚を親日政府の長として擁立する活動を開始し、1939年（民国28年）には漢口に赴いて呉のための弁事処を設立するなどした。しかし肝心の呉がこの動きに乗ることを拒否したため（同年末に呉が死去）、活動は頓挫している。汪兆銘政権（南京国民政府）成立後の1941年（民国30年）5月に国民政府委員に任ぜられ、後には（汪派）国民党中央監察委員なども務めた。
汪兆銘政権崩壊後は来日して「日華親善」に従事したとされ、アジア友の会顧問も務めた。1958年5月24日に心筋梗塞のため国立東京第二病院にて死去。享年77（満75歳）。

## 注
1. 1 2 3 4 5  徐主編（2007）、1388頁。
2. 1 2 3 4 5 6  劉主編（2005）、1322頁。
3. ↑  「陳中孚氏」『朝日新聞』1958年6月22日。